# Groupe abélien libre
Ne doit pas être confondu avec Groupe libre.
En mathématiques, un groupe abélien libre est un groupe abélien qui possède une base, c'est-à-dire une partie B telle que tout élément du groupe s'écrive de façon unique comme combinaison linéaire à coefficients entiers (relatifs) d'éléments de B.
Comme les espaces vectoriels, les groupes abéliens libres sont classifiés (à isomorphisme près) par leur rang, défini comme le cardinal d'une base, et tout sous-groupe d'un groupe abélien libre est lui-même abélien libre. Tout groupe abélien est donc isomorphe au quotient d'un groupe abélien libre par un sous-groupe abélien libre. 

## Exemple et contre-exemple
- Le groupe G = ℤ⊕ℤ ≃ ℤ×ℤ, somme directe de deux copies du groupe cyclique infini ℤ, est abélien libre de rang 2, de base B = {e1,e2} avec e1 = (1, 0) et e2 = (0, 1), puisque tout élément (n, m) de G s'écrit de manière unique sous la forme (n, m) = ne1 + me2.
- Aucun groupe abélien fini non réduit au neutre n'est abélien libre, d'après la propriété 5 ci-dessous (pour d'autres contre-exemples cf. propriétés 5 et 6).

## Terminologie
Contrairement aux espaces vectoriels, les groupes abéliens n'ont pas tous une base, c'est pourquoi l'on réserve à ceux qui en ont une le qualificatif supplémentaire de « libres ».
Ce qualificatif de « libre » peut prêter à confusion. L'expression « groupe abélien libre » est à prendre globalement, et ne signifie pas du tout « groupe qui est à la fois un groupe abélien et un groupe libre » . Les seuls groupes libres qui soient abéliens sont (à isomorphisme près) le groupe trivial déjà mentionné et le groupe cyclique infini ℤ.

## Propriétés
1. Pour tout ensemble B, il existe un groupe abélien libre de base B, unique à isomorphisme près : le groupe des applications de B dans ℤ à support fini, c.-à-d. nulles sur un sous-ensemble cofini de B. Il est isomorphe à une somme directe d'autant de copies de ℤ qu'il y a d'éléments dans B.
2. Un groupe abélien libre G de base B vérifie la propriété universelle suivante, qui le caractérise (à isomorphisme près) parmi les groupes abéliens : pour toute application f de B dans un groupe abélien A, il existe un unique morphisme de groupes de G dans A qui prolonge f.
3. Pour tout groupe abélien A, il existe un groupe abélien libre G et un morphisme surjectif de G dans A. C'est une conséquence de la propriété universelle précédente.
4. La notion de groupe abélien libre est un cas particulier de celle de module libre, puisqu'un groupe abélien n'est rien d'autre qu'un module sur l'anneau ℤ des entiers.
5. Tout groupe abélien libre est sans torsion, et tout groupe abélien de type fini sans torsion est un groupe abélien libre[1].
6. Aucun groupe abélien divisible n'est abélien libre, sauf le groupe trivial. Par exemple, le groupe additif ℚ des rationnels n'est pas un groupe abélien libre (bien qu'il soit sans torsion).
7. Tout sous-groupe d'un groupe abélien libre est abélien libre (voir ci-dessous).
8. Tout groupe abélien est isomorphe à un quotient de deux groupes abéliens libres (c'est une conséquence des propriétés 3 et 7). On peut formaliser ceci en disant que pour tout groupe abélien A, il existe une suite exacte 0 → G → F → A → 0, avec F et G abéliens libres. Une telle suite est appelée une résolution (en) libre de A de longueur 1, et A est le conoyau du morphisme injectif de G dans F.
9. Tout groupe abélien projectif (en tant que ℤ-module) est abélien libre (c'est une conséquence de la propriété 7).

Malgré sa simplicité, la propriété d'être abélien libre ou pas peut être difficile à déterminer, pour un groupe concret donné. Par exemple, Reinhold Baer a démontré en 1937 que le groupe de Baer-Specker (en) ℤℕ (produit direct d'une infinité dénombrable de copies de ℤ) n'est pas abélien libre, et Ernst Specker a prouvé en 1950 que tous ses sous-groupes dénombrables sont abéliens libres.

## Rang
Tout groupe abélien libre de type fini est isomorphe à ℤn pour un certain entier naturel n, qu'on appelle son rang. En général, un groupe abélien libre F a de nombreuses bases, mais toutes ont le même cardinal, et c'est ce cardinal qu'on appelle le rang de F. Cette notion de rang d'un groupe abélien libre peut être étendue à la fois en celle de rang d'un groupe abélien (en) (ou plus généralement, d'un module) et celle de rang d'un groupe. Le lien entre les différentes bases peut être intéressant, par exemple dans l'étude des réseaux.

## Somme formelle
Le foncteur objet libre qui à tout ensemble B associe le groupe abélien libre de base B, noté ℤ[B], est l'adjoint à gauche du foncteur d'oubli, de la catégorie des groupes abéliens dans celle des ensembles.
Une somme formelle d'éléments de B est un élément de ℤ[B], i.e. un élément de la forme
{\displaystyle \sum _{b\in C}n_{b}.b,}
où C est une partie finie de B, avec la convention que si C est vide, la somme est nulle (ce qui rend cette description compatible avec le fait que le groupe abélien libre sur l'ensemble vide est réduit au neutre).
Concrètement, soit {\displaystyle \mathbb {Z} [B]} l'ensemble de toutes les applications {\displaystyle \varphi :B\to \mathbb {Z} } telles que {\displaystyle \varphi (x)=0} pour presque tout {\displaystyle x\in B}. Alors {\displaystyle \mathbb {Z} [B]} est un groupe abélien (l'addition étant définie comme l'addition usuelle des applications). C'est un groupe abélien libre : {\displaystyle \forall \varphi \in \mathbb {Z} [B],\varphi =\sum _{\{x\in S|f(x)\neq 0\}}\varphi (x)\delta _{x},{\text{ avec }}\delta _{x}(y)=\delta _{xy},\delta _{xy}}, symbole de Kronecker.

## Sous-groupes
Théorème — Tout sous-groupe d'un groupe abélien libre F est abélien libre et de rang inférieur ou égal à celui de F.
Ce théorème est le cas particulier A = ℤ du théorème similaire concernant les modules libres sur un anneau principal A. Un analogue partiel, pour les groupes libres, est le théorème de Nielsen-Schreier.
On peut être plus précis en appliquant théorème des facteurs invariants à l'anneau principal Z.
Théorème de la base adaptée — Soit F un groupe abélien libre de rang n et soit G un sous-groupe de F. Il existe une base (e1,..., en) de F et des entiers naturels d1 | d2 | ⋅⋅⋅ | dn tels que G est le groupe engendré par (d1e1,..., dnen).